# VMac
vMac – emulator architektury 68k na wolnej licencji. Różne jego wersje działają w systemach Mac OS, Windows, MS-DOS, OS/2, NeXTSTEP, Linux oraz innych unixowych. Istnieje też wersja specjalnie przystosowana dla smartfonów z systemem operacyjnym Android. Obecnie aktywnie tworzoną wersją jest Mini vMac emulujący komputer Macintosh Plus (można go skonfigurować do innych Macintoshów) i potrafiący uruchamiać system Mac OS w wersjach od System 1 do Mac OS 7.5.5. Został przetłumaczony na język polski.

## Emulacja
Obecnie jedyną aktywnie rozwijaną wersją emulatora jest Mini vMac. Umożliwia on domyślnie emulację komputera Macintosh Plus, ale można też skompilować go dla komputerów:
- Macintosh 128K,
- Macintosh 512K,
- Macintosh 512Ke,
- Macintosh SE,
- Macintosh Classic.

Aktywnie rozwijane, niedokończone są wersje:
- Macintosh II,
- Macintosh Portable,
- PowerBook 100.

Program wymaga obrazu ROMu komputera Macintosh Plus, z którego można legalnie korzystać jedynie wtedy, gdy jest się posiadaczem oryginalnego komputera Plus. Można go pobrać na dysk twardy komputera za pomocą programu Gemulator ROM. Wymaga także obrazów dyskietek systemu operacyjnego Mac OS.
Emulator obsługuje modele procesorów od 68000 do 68040, obraz, dźwięk, obrazy dyskietek, obrazy HFV i wiele innych.